# Natação nos Jogos Olímpicos de Verão da Juventude de 2014 - 200 m estilos Moças
As provas de natação' dos' 200 m estilos de moças nos Jogos Olímpicos de Verão da Juventude de 2014 decorreram a 17 de Agosto de 2014 no natatório do Centro Olímpico de Desportos de Nanquim em Nanquim, China. A vietnamita Vien Nguyen Thi Ahn venceu em 2m12.66 e Bernardette Siobhan Haughey de Hong Kong foi medalha de prata. A norte-americana Meghan Small conquistou o Bronze.

## Medalhistas
| Ouro   | VIE Vien Nguyen Thi Ahn         |
| Prata  | HKG Bernardette Siobhan Haughey |
| Bronze | USA Meghan Small                |

## Resultados da final
| Pos.              | Linha | Nadadora                 | Tempo total | Diferença |
| ----------------- | ----- | ------------------------ | ----------- | --------- |
| Medalha de ouro   | 6     | VIE Vien Nguyen Thi Ahn  | 2:12.66     |           |
| Medalha de prata  | 3     | HKG Bernardette Haughey  | 2:13.21     | +0.35     |
| Medalha de bronze | 7     | USA Meghan Small         | 2:14.01     | +1.35     |
| 4                 | 4     | ESP Africa Zamorano Sanz | 2:14.18     | +1.52     |
| 5                 | 2     | GER Kathrin Demler       | 2.14.53     | +1.87     |
| 6                 | 5     | HUN Dalma Sebestyen      | 2.14.66     | +2.00     |
| 7                 | 1     | RSA Marlies Ross         | 2:15.25     | +2.59     |
| 8                 | 8     | CAN Kesley Wog           | 2:17.86     | +5.20     |